# Nechesia albotentata
Nechesia albotentata är en fjärilsart som beskrevs av Walker 1862. Nechesia albotentata ingår i släktet Nechesia och familjen nattflyn. Inga underarter finns listade i Catalogue of Life.